# 刑事一代 平塚八兵衛の昭和事件史
『刑事一代 平塚八兵衛の昭和事件史』（けいじいちだい ひらつかはちべえのしょうわじけんし）は、佐々木嘉信・著、平塚八兵衛・述による日本のノンフィクション書籍及び、それを原作とした2009年のテレビドラマ。

## 概要
産経新聞社の元編集局調査資料部長・佐々木嘉信が社会部記者時代の1975年、“昭和の名刑事”と称えられた平塚八兵衛に直接インタビューをし、平塚八兵衛が捜査に当たった事件についてまとめた著書。1975年に『刑事一代―平塚八兵衛聞き書き』として刊行、2004年に新潮文庫から文庫化された際に『刑事一代 平塚八兵衛の昭和事件史』と改題された(ISBN 978-4-10-115171-7) 。本書の中では、帝銀事件・下山事件・吉展ちゃん誘拐殺人事件・三億円事件などについて述べられている。
2009年、テレビ朝日の開局50周年記念ドラマとして渡辺謙主演でテレビドラマ化された。

## テレビドラマ
2009年6月20日・21日に二夜連続で放映された。視聴率は第一夜19.4%、第二夜21.6%（ビデオリサーチ関東地区調べ）。ギャラクシー賞2009年6月度月間賞を受賞。
ソフト化はされていない。
2019年8月11日には『テレビ朝日開局60周年 夏の傑作選』の一環として、『日曜プライム』枠で1本に再編集して放送された。

### 放送時間
| 年   | 夜   | 放送日        | 放送時間（JST）   | 放送枠       | 備考                                                          |
| ---- | ---- | ------------- | ----------------- | ------------ | ------------------------------------------------------------- |
| 2009 | 1    | 2009年6月20日 | 土曜21:03 - 23:11 | （なし）     | 21:00 - 21:03には『みどころ』を別途放送                       |
| 2009 | 2    | 2009年6月21日 | 日曜21:04 - 23:24 | （なし）     | 21:00 - 21:04には『みどころ』を別途放送                       |
| 2019 | 2019 | 2019年8月11日 | 日曜21:00 - 23:05 | 日曜プライム | 関東地区のみ20:58 - 21:00には『今夜の日曜プライム』を別途放送 |

### キャスト

#### 主なキャスト
平塚八兵衛：渡辺謙
警視庁捜査一課刑事。
「鬼の八兵衛」「落としの八兵衛」「喧嘩八兵衛」などの異名を持つ個性派刑事。
「刑事（デカ）には100点か0点しかねぇんだ」が口癖。自分の持論を徹頭徹尾曲げない信条から、度々周囲の刑事と衝突するが、上役の加山や尾藤らにもその腕を認められる。
郷里での警察署に勤めていた給仕との諍いから、刑事に袋叩きにあった経験がきっかけで警官になり、十二代目片岡仁左衛門一家殺人事件を皮切りに、刑事として数々の事件捜査に関わる。一度も昇進試験を受けずして、退職時には警視まで上り詰めた叩き上げの刑事である。
岩瀬厚一郎：小泉孝太郎
産政新聞社会部記者。
吉展ちゃん誘拐殺人事件の際に八兵衛宅に張り込み取材を行い、八兵衛と知り合う。八兵衛の回顧録を作るため、吉崎と共に八兵衛宅を訪れる。
吉崎真由：相武紗季
産政新聞カメラマン。
急場しのぎではあったが岩瀬の八兵衛宅取材に同行し、初めは回顧録に乗り気ではなかった八兵衛を「落とす」ことに成功する。父親が元警官で、八兵衛のような刑事になりたいと願っていた。
平塚つね：原田美枝子
八兵衛の妻。
日々過酷な八兵衛の刑事生活を献身的に支える。

##### 帝銀事件編

###### 事件関係者（容疑者側）
平沢貞通：榎木孝明
帝銀事件の容疑者。
皇室へ絵を献上するほどの腕前を持つテンペラ画の大家。帝銀椎名町支店に残された名刺と同一の名刺を交換していたため、名刺班の捜査対象となる。小樽の平沢のもとを訪ねてきた岸田・八兵衛に対し、アリバイと名刺をなくした経緯を淀み無く証言した。あまりにはっきりし過ぎている平沢の証言に八兵衛は逆に疑問を抱き、裏付け捜査を開始することとなる。
平沢咲子：木村多江
貞通の長女。
太平洋戦争で夫を亡くし、東京でパートをしながら子供2人を養う。八兵衛・福永に（表向きは別事件の聞き込みとして）父親のことを尋問される。

###### 警察関係者
岸田為五郎：浅野和之
警視庁捜査一課強盗犯担当(37号調室)　警部補。
帝銀事件の名刺班班長。
平沢の捜査を捜査本部から隠密裏に実行することを決断。八兵衛以下の名刺班をバックアップする。旅費差し止め等、捜査本部から数々の妨害を受けるが、自宅を抵当に入れてまで経費を調達。小樽にて平沢の身柄確保・東京移送の逮捕劇に漕ぎ付ける。
モデルは、実際の帝銀事件名刺班班長であった居木井為五郎警部補である。

##### 警備員殺人事件編

###### 事件関係者（容疑者側）
森川剛三：杉本哲太
警備員殺人事件の容疑者。
警備員殺人事件発生時のアリバイがなかったため、容疑者の一人として浮上。事件翌日に同僚の影山が事件現場の状況を詳細に話していたと証言する。
森川八重子：余貴美子
剛三の妻。
警備員殺人事件発生の際は病気で臥せっており、夫の剛三が看病していたとされた。

###### 警察関係者
加山新蔵：柴田恭兵
警視庁捜査一課主任　警部補（警備員殺人事件）。冒頭の回想シーンでは「元捜査一課　警視」となっている。
八兵衛曰く「生涯頭の上がらない人」で、新米刑事時代の直属上司。八兵衛の師匠的人物でよき理解者。
警備員殺人事件、吉展ちゃん誘拐殺人事件などで捜査指揮を担当。吉展ちゃん誘拐殺人事件の捜査本部解散後志村警察署長に栄転、その際に八兵衛を継続捜査班に推薦する。
その後、退官後も三億円事件の継続捜査に苦慮する八兵衛を陣中見舞いに訪れたりするなどしていた。モデルはのちに警視庁捜査第三課長、東京区検副検事に転身した加藤勘蔵警視である。
石崎隆二：高橋克実
警視庁捜査一課刑事　巡査部長。八兵衛の相棒。
警備員殺人事件から加山の命令で八兵衛とコンビを組む。初めは八兵衛と仲が良くなかったが、捜査が進むとともに良き相棒へと変化する。
吉展ちゃん誘拐殺人事件の捜査あたりから体の変調があったが、意に介さず捜査・取調べを続行。誘拐事件解決後に末期ガンが判明し、警察功績賞受取り後に他界する。
モデルは、実際に吉展ちゃん事件で八兵衛と捜査にあたった石井慶治巡査部長である。

##### 吉展ちゃん誘拐殺人事件編

###### 事件関係者（容疑者側）
小原保：萩原聖人
吉展ちゃん誘拐殺人事件の容疑者。
脅迫電話の声が似ているという証言が続出したことから捜査線上に浮上していたが、福島でのアリバイが崩せず、また足が不自由なことから捜査本部は一度は「シロ」と判断した。別の窃盗事件で逮捕され、前橋刑務所へ収監中であった。

###### 警察関係者
尾藤和則：大杉漣
警視庁捜査一課課長代理　警視。
加山の進言を受けて吉展ちゃん誘拐事件にて八兵衛を捜査班に迎え入れる。後に三億円強奪事件にて八兵衛に捜査本部へ加わるよう依頼する。モデルはのちに捜査第一課長の武藤三男警視長である。
草間毅彦：山本耕史
警視庁捜査一課四係刑事　警部補。冒頭の回想シーンでは「刑事部参事官」となっている。
吉展ちゃん誘拐殺人事件にて小原保の捜査に途中から合流し、八兵衛の下についた若手である。三億円事件では八兵衛と捜査手法において対立したが、八兵衛が三億円事件の捜査から外れた際に、八兵衛の陰口を叩いた捜査員を一喝しており、八兵衛の捜査術や信条を尊敬していたことが窺える。

#### その他のキャスト
- 平塚利恵（平塚の娘）：星井七瀬
- 平塚進（平塚の息子）：登野城佑真

##### 警察（警視庁）関係者
- 槙原茂（刑事部長）：宅麻伸

階級が警視であったが、本来ならば警視監。モデルは槇野勇（後の第69代警視総監）。
- 津山貴之（捜査一課長）：平泉成

モデルは当時の捜査第一課長津田武徳警視。
- 平田茂光（刑事部参事官）：矢島健一

モデルは当時の刑事部参事官の平瀬敏夫氏。
- 北村裕一郎（捜査一課係長・警視）：永島敏行
- 柏木忠（捜査一課主任・警部補）：小野武彦

モデルは帝銀事件統括捜査主任の鈴木清警部。
- 堀井進（捜査一課継続捜査班主任・警部）：大和田伸也

モデルは吉展ちゃん事件の初動捜査にあたり、初代継続捜査班長の堀隆次警部補。
- 福永忠夫（帝銀事件名刺班）：池内博之

モデルは名刺捜査班の福士武美氏。
- 田井新助（帝銀事件捜査本部指揮官・警視）：渡辺哲

モデルは捜査第一課第一係長の甲斐文助。
- 岩村宗一（捜査一課庶務係主任）：升毅
- 盛岡辰夫（帝銀事件名刺班捜査員）：中原丈雄

- 本多勝（帝銀事件名刺班捜査員）：深水三章
- 末松刑事（帝銀事件捜査員）：梨本謙次郎
- 清水刑事（帝銀事件捜査員）：山本龍二
- 山下刑事（警備員殺人事件捜査員）：中西良太
- 警備員殺人事件捜査員：伊藤正之
- 富樫秀雄（石川警察署 刑事）：大西耕治
- 松永政吉（石川警察署 刑事）：岸端正治
- 米沢信雄（警備員殺人事件の鑑識技官）：西沢仁太
- 友枝刑事（警備員殺人事件捜査員）：杉山文雄
- 鈴原太一（吉展ちゃん事件捜査員）：山田明郷
- 中村雅夫（吉展ちゃん事件捜査員）：大高洋夫
- 和田勝義（吉展ちゃん事件捜査員）：六平直政

モデルは継続捜査班の大和田勝巡査部長。
- 水原洋平（三億円事件捜査員）：野村宏伸
- 真下秀樹（三億円事件捜査員）：相島一之
- 佐藤圭作（三億円事件捜査員）：長谷川朝晴
- 西脇忠一（三億円事件捜査員）：デビット伊東
- 山岸看守（宮城刑務所看守・声のみ）：伊武雅刀

##### その他
- 山野辰巳（産政新聞デスク）：鳥越俊太郎
- 石崎篤子（石崎の妻）：中島ひろ子
- 岸田里子（岸田警部補の妻）：朝加真由美
- 平沢五平（貞通の父）：歌澤寅右衛門
- 小原トク（保の母）：岩崎加根子
- 小原茂（保の弟）：福田賢二
- 小原房子（保の兄嫁）：竹内晶子
- 平松ひろ子（保の元愛人）：原口優子
- 皆川静雄（クリーニング店主人）：半海一晃
- 鈴木敏子（借家の大家）：根岸季衣
- 今村幸助（石川警察署巡査・駐在）：松澤一之
- 青木孝一郎（扇屋「巴屋」主人）：六角精児
- 磯部周吉（扇子問屋「八重菊」使用人）：長門裕之
- 松下栄子（扇子問屋「八重菊」主人）：上岡紘子
- 池谷二郎（三河島交番・巡査）：寺井文孝
- 佐藤カツヨ（小原保のアリバイ証言をした老女）：大森暁美
- 佐藤吉蔵（カツヨの親戚）：菅原大吉
- 佐伯健太（料理屋「竹むら」主人）：浜田学
- 佐藤キミ（吉蔵の母）：佐々木すみ江
- 佐藤ギン（吉蔵の妻）：立原麻衣
- 佐藤真（吉蔵・ギンの息子）：高橋晃
- 影山五郎（森川の同僚）：宍戸開
- 三菱重工ビル爆破事件を伝えるアナウンサー（声のみ）：田原浩史（テレビ朝日アナウンサー）
- 大村三郎（小樽署の刑事）：芦川誠
- 白瀬太一（運送会社 社長）：森次晃嗣
- 森川数間
- 平尾仁
- 小原保の墓を案内する老女：花原照子
- 山崎大輔
- 崎山凛
- 村越吉展：有村勇真
- 村越舞子（吉展ちゃんの母）：金子路代
- 村越睦夫（吉展ちゃんの父）：西山周吾
- 服部（医者）：勢至郎
- 高橋光宏
- 市川（吉展ちゃん誘拐事件時の記者）：加門良
- 三木（吉展ちゃん誘拐事件時の記者）：坂田雅彦
- 牧村泉三郎
- 渥美博
- 石母田史朗
- 五十嵐明
- 桐本琢也
- 澤口夏奈子　ほか

### スタッフ
- 脚本：長坂秀佳、吉本昌弘
- 監督：石橋冠
- 音楽：吉川清之
- 技斗：佐々木修平
- 技術協力：NiTRo、日本テレビアート
- CG・美術協力：テレビ朝日クリエイト
- CG協力：東京工芸大学芸術学部田邊研究室
- 編集協力：ビデオスタッフ
- 音響効果：サウンドシップ
- ロケ協力：東京ロケーションボックス、わたらせフィルムコミッション、いばらきフィルムコミッション、神戸フィルムオフィス、いわきフィルムコミッション、フィルムサポート島田、太子町フィルムコミッション、常陸太田市、上毛電気鉄道、大井川鐵道、江戸東京たてもの園、古河機械金属　ほか
- 法律監修：大澤孝征
- 協力：平塚進
- 原作協力：比留間英一『八兵衛捕物帖』、中郡英男『誘拐捜査　吉展ちゃん事件』
- チーフプロデューサー：五十嵐文郎（テレビ朝日）
- プロデューサー：藤本一彦（テレビ朝日）、中山秀一（5年D組）、大野秀樹（5年D組）
- 制作協力：5年D組
- 制作著作：テレビ朝日

### 遅れネット局
- テレビ宮崎（フジテレビ系列・日本テレビ系列・テレビ朝日系列クロスネット局）：2009年12月28日（第一夜）・29日（第二夜）14:05 - 16:15
- 高知放送（日本テレビ系列）：2010年1月5日11:55 - 14:03（第一夜）、14:05 - 16:23（第二夜）
- 山陰放送（TBS系列）：2010年1月16日12:00 - 14:08（第一夜）、17日14:00 - 16:20（第二夜）